# トネッツァ・デル・チモーネ
トネッツァ・デル・チモーネ（伊: Tonezza del Cimone）は、イタリア共和国ヴェネト州ヴィチェンツァ県にある、人口約500人の基礎自治体（コムーネ）。

## 地理

### 位置・広がり

#### 隣接コムーネ
隣接するコムーネは以下の通り。
- アルシエーロ
- ラステバッセ
- ヴァルダスティコ

### 気候分類・地震分類
気候分類では、zona F, 4367 GGに分類される。
また、イタリアの地震リスク階級 (it) では、zona 3 (sismicità bassa) に分類される。